# ROH World Championship
Het ROH World Championship is een professioneel worstelkampioenschap dat gecreëerd werd en eigendom is van de Amerikaanse worstelorganisatie Ring of Honor (ROH).
Tot aan 2021 was de titel te zien en ook verdedigd bij verschillende (onafhankelijke)worstelpromoties, waarmee ROH een samenwerking mee had.

## Geschiedenis
De inaugurele kampioen dateert terug op 27 juli 2002. Deze werd betwist in een 60-minuten Iron Man Match tussen Low Ki, Spanky, Christopher Daniels en Doug Williams. Low Ki won de wedstrijd en was de inaugurele ROH World Champion.
Samoa Joe was 21 maanden lang kampioen, wat telt als een record in de promotie. Op 17 mei 2003, verdedigde hij de titel tegen The Zebra Kid in het Verenigd Koninkrijk. Vanaf dat moment stond de titel bekend als het "ROH World Championship".
Toenmalige ROH World Champion Bryan Danielson en toenmalige ROH Pure Champion Nigel McGuinness vochten in een unficatie wedstrijd voor het World en Pure Championship. Danielson werd de uiteindelijke winnaar. Hiermee kwam er een einde aan het ROH Pure Championship. In 2020, tijdens het coronapandemie, werd het ROH Pure Championship geheractiveerd.
Op 16 december 2012, bij het internet-pay-per-view (iPPV) evenement Final Battle, werd er een nieuw ontwerp onthuld van het kampioenschap, samen met het ROH World Tag Team Championship. 5 jaar later in december 2017, werd nog een nieuw ontwerp onthuld, dit maal alleen van het World Championship.
Op 27 oktober 2021, maakte ROH bekend dat het bedrijf zich zou herstellen na het evenement Final Battle, dat plaats vond op 17 december 2021. Tot aan april 2022 werden het ROH World Championship verdedigd bij ander worstelorganisaties waaronder Impact Wrestling, All Elite Wrestling (AEW), Game Changer Wrestling (GCW) en het Britse Progress Wrestling.

## Huidige kampioen
| Huidige kampioen | Datum            | Vorige kampioen | Evenement         |
| ---------------- | ---------------- | --------------- | ----------------- |
| Jonathan Gresham | 11 december 2021 | Vacant          | Final Battle 2021 |